# Acalolepta admixta
Acalolepta admixta es una especie de escarabajo longicornio del género Acalolepta, tribu Monochamini, subfamilia Lamiinae. Fue descrita científicamente por Gahan en 1894.
Se distribuye por Malasia y Birmania. Mide aproximadamente 11-14 milímetros de longitud.